# Семјуел Лојд
Семјуел Лојд (енгл. Samuel Loyd; Филаделфија, 30. јануар 1841 — Њујорк, 10. април 1911) је био амерички проблемиста, математичар.
Лојд је већ као дете показивао надареност за главоломке и шаховске проблеме, свој први проблем објавио је са 14 година (1855). Са 15 година добивао је награде на проблемским турнирима, са двадесет је био најбољи састављач проблема на свијету. Укупно је саставио скоро 800 проблема.
|   | a | b | c | d | e | f | g | h |   |
| 8 | a8 black knight · c8 black rook · d8 black bishop · b7 black pawn · f7 black pawn · h7 black pawn · b6 black pawn · b5 white rook · h5 white king · a3 black pawn · e3 black pawn · g3 white pawn · h3 white knight · b2 white pawn · c2 white pawn · e2 white rook · a1 white knight · h1 black king | a8 black knight · c8 black rook · d8 black bishop · b7 black pawn · f7 black pawn · h7 black pawn · b6 black pawn · b5 white rook · h5 white king · a3 black pawn · e3 black pawn · g3 white pawn · h3 white knight · b2 white pawn · c2 white pawn · e2 white rook · a1 white knight · h1 black king | a8 black knight · c8 black rook · d8 black bishop · b7 black pawn · f7 black pawn · h7 black pawn · b6 black pawn · b5 white rook · h5 white king · a3 black pawn · e3 black pawn · g3 white pawn · h3 white knight · b2 white pawn · c2 white pawn · e2 white rook · a1 white knight · h1 black king | a8 black knight · c8 black rook · d8 black bishop · b7 black pawn · f7 black pawn · h7 black pawn · b6 black pawn · b5 white rook · h5 white king · a3 black pawn · e3 black pawn · g3 white pawn · h3 white knight · b2 white pawn · c2 white pawn · e2 white rook · a1 white knight · h1 black king | a8 black knight · c8 black rook · d8 black bishop · b7 black pawn · f7 black pawn · h7 black pawn · b6 black pawn · b5 white rook · h5 white king · a3 black pawn · e3 black pawn · g3 white pawn · h3 white knight · b2 white pawn · c2 white pawn · e2 white rook · a1 white knight · h1 black king | a8 black knight · c8 black rook · d8 black bishop · b7 black pawn · f7 black pawn · h7 black pawn · b6 black pawn · b5 white rook · h5 white king · a3 black pawn · e3 black pawn · g3 white pawn · h3 white knight · b2 white pawn · c2 white pawn · e2 white rook · a1 white knight · h1 black king | a8 black knight · c8 black rook · d8 black bishop · b7 black pawn · f7 black pawn · h7 black pawn · b6 black pawn · b5 white rook · h5 white king · a3 black pawn · e3 black pawn · g3 white pawn · h3 white knight · b2 white pawn · c2 white pawn · e2 white rook · a1 white knight · h1 black king | a8 black knight · c8 black rook · d8 black bishop · b7 black pawn · f7 black pawn · h7 black pawn · b6 black pawn · b5 white rook · h5 white king · a3 black pawn · e3 black pawn · g3 white pawn · h3 white knight · b2 white pawn · c2 white pawn · e2 white rook · a1 white knight · h1 black king | 8 |
| 7 | a8 black knight · c8 black rook · d8 black bishop · b7 black pawn · f7 black pawn · h7 black pawn · b6 black pawn · b5 white rook · h5 white king · a3 black pawn · e3 black pawn · g3 white pawn · h3 white knight · b2 white pawn · c2 white pawn · e2 white rook · a1 white knight · h1 black king | a8 black knight · c8 black rook · d8 black bishop · b7 black pawn · f7 black pawn · h7 black pawn · b6 black pawn · b5 white rook · h5 white king · a3 black pawn · e3 black pawn · g3 white pawn · h3 white knight · b2 white pawn · c2 white pawn · e2 white rook · a1 white knight · h1 black king | a8 black knight · c8 black rook · d8 black bishop · b7 black pawn · f7 black pawn · h7 black pawn · b6 black pawn · b5 white rook · h5 white king · a3 black pawn · e3 black pawn · g3 white pawn · h3 white knight · b2 white pawn · c2 white pawn · e2 white rook · a1 white knight · h1 black king | a8 black knight · c8 black rook · d8 black bishop · b7 black pawn · f7 black pawn · h7 black pawn · b6 black pawn · b5 white rook · h5 white king · a3 black pawn · e3 black pawn · g3 white pawn · h3 white knight · b2 white pawn · c2 white pawn · e2 white rook · a1 white knight · h1 black king | a8 black knight · c8 black rook · d8 black bishop · b7 black pawn · f7 black pawn · h7 black pawn · b6 black pawn · b5 white rook · h5 white king · a3 black pawn · e3 black pawn · g3 white pawn · h3 white knight · b2 white pawn · c2 white pawn · e2 white rook · a1 white knight · h1 black king | a8 black knight · c8 black rook · d8 black bishop · b7 black pawn · f7 black pawn · h7 black pawn · b6 black pawn · b5 white rook · h5 white king · a3 black pawn · e3 black pawn · g3 white pawn · h3 white knight · b2 white pawn · c2 white pawn · e2 white rook · a1 white knight · h1 black king | a8 black knight · c8 black rook · d8 black bishop · b7 black pawn · f7 black pawn · h7 black pawn · b6 black pawn · b5 white rook · h5 white king · a3 black pawn · e3 black pawn · g3 white pawn · h3 white knight · b2 white pawn · c2 white pawn · e2 white rook · a1 white knight · h1 black king | a8 black knight · c8 black rook · d8 black bishop · b7 black pawn · f7 black pawn · h7 black pawn · b6 black pawn · b5 white rook · h5 white king · a3 black pawn · e3 black pawn · g3 white pawn · h3 white knight · b2 white pawn · c2 white pawn · e2 white rook · a1 white knight · h1 black king | 7 |
| 6 | a8 black knight · c8 black rook · d8 black bishop · b7 black pawn · f7 black pawn · h7 black pawn · b6 black pawn · b5 white rook · h5 white king · a3 black pawn · e3 black pawn · g3 white pawn · h3 white knight · b2 white pawn · c2 white pawn · e2 white rook · a1 white knight · h1 black king | a8 black knight · c8 black rook · d8 black bishop · b7 black pawn · f7 black pawn · h7 black pawn · b6 black pawn · b5 white rook · h5 white king · a3 black pawn · e3 black pawn · g3 white pawn · h3 white knight · b2 white pawn · c2 white pawn · e2 white rook · a1 white knight · h1 black king | a8 black knight · c8 black rook · d8 black bishop · b7 black pawn · f7 black pawn · h7 black pawn · b6 black pawn · b5 white rook · h5 white king · a3 black pawn · e3 black pawn · g3 white pawn · h3 white knight · b2 white pawn · c2 white pawn · e2 white rook · a1 white knight · h1 black king | a8 black knight · c8 black rook · d8 black bishop · b7 black pawn · f7 black pawn · h7 black pawn · b6 black pawn · b5 white rook · h5 white king · a3 black pawn · e3 black pawn · g3 white pawn · h3 white knight · b2 white pawn · c2 white pawn · e2 white rook · a1 white knight · h1 black king | a8 black knight · c8 black rook · d8 black bishop · b7 black pawn · f7 black pawn · h7 black pawn · b6 black pawn · b5 white rook · h5 white king · a3 black pawn · e3 black pawn · g3 white pawn · h3 white knight · b2 white pawn · c2 white pawn · e2 white rook · a1 white knight · h1 black king | a8 black knight · c8 black rook · d8 black bishop · b7 black pawn · f7 black pawn · h7 black pawn · b6 black pawn · b5 white rook · h5 white king · a3 black pawn · e3 black pawn · g3 white pawn · h3 white knight · b2 white pawn · c2 white pawn · e2 white rook · a1 white knight · h1 black king | a8 black knight · c8 black rook · d8 black bishop · b7 black pawn · f7 black pawn · h7 black pawn · b6 black pawn · b5 white rook · h5 white king · a3 black pawn · e3 black pawn · g3 white pawn · h3 white knight · b2 white pawn · c2 white pawn · e2 white rook · a1 white knight · h1 black king | a8 black knight · c8 black rook · d8 black bishop · b7 black pawn · f7 black pawn · h7 black pawn · b6 black pawn · b5 white rook · h5 white king · a3 black pawn · e3 black pawn · g3 white pawn · h3 white knight · b2 white pawn · c2 white pawn · e2 white rook · a1 white knight · h1 black king | 6 |
| 5 | a8 black knight · c8 black rook · d8 black bishop · b7 black pawn · f7 black pawn · h7 black pawn · b6 black pawn · b5 white rook · h5 white king · a3 black pawn · e3 black pawn · g3 white pawn · h3 white knight · b2 white pawn · c2 white pawn · e2 white rook · a1 white knight · h1 black king | a8 black knight · c8 black rook · d8 black bishop · b7 black pawn · f7 black pawn · h7 black pawn · b6 black pawn · b5 white rook · h5 white king · a3 black pawn · e3 black pawn · g3 white pawn · h3 white knight · b2 white pawn · c2 white pawn · e2 white rook · a1 white knight · h1 black king | a8 black knight · c8 black rook · d8 black bishop · b7 black pawn · f7 black pawn · h7 black pawn · b6 black pawn · b5 white rook · h5 white king · a3 black pawn · e3 black pawn · g3 white pawn · h3 white knight · b2 white pawn · c2 white pawn · e2 white rook · a1 white knight · h1 black king | a8 black knight · c8 black rook · d8 black bishop · b7 black pawn · f7 black pawn · h7 black pawn · b6 black pawn · b5 white rook · h5 white king · a3 black pawn · e3 black pawn · g3 white pawn · h3 white knight · b2 white pawn · c2 white pawn · e2 white rook · a1 white knight · h1 black king | a8 black knight · c8 black rook · d8 black bishop · b7 black pawn · f7 black pawn · h7 black pawn · b6 black pawn · b5 white rook · h5 white king · a3 black pawn · e3 black pawn · g3 white pawn · h3 white knight · b2 white pawn · c2 white pawn · e2 white rook · a1 white knight · h1 black king | a8 black knight · c8 black rook · d8 black bishop · b7 black pawn · f7 black pawn · h7 black pawn · b6 black pawn · b5 white rook · h5 white king · a3 black pawn · e3 black pawn · g3 white pawn · h3 white knight · b2 white pawn · c2 white pawn · e2 white rook · a1 white knight · h1 black king | a8 black knight · c8 black rook · d8 black bishop · b7 black pawn · f7 black pawn · h7 black pawn · b6 black pawn · b5 white rook · h5 white king · a3 black pawn · e3 black pawn · g3 white pawn · h3 white knight · b2 white pawn · c2 white pawn · e2 white rook · a1 white knight · h1 black king | a8 black knight · c8 black rook · d8 black bishop · b7 black pawn · f7 black pawn · h7 black pawn · b6 black pawn · b5 white rook · h5 white king · a3 black pawn · e3 black pawn · g3 white pawn · h3 white knight · b2 white pawn · c2 white pawn · e2 white rook · a1 white knight · h1 black king | 5 |
| 4 | a8 black knight · c8 black rook · d8 black bishop · b7 black pawn · f7 black pawn · h7 black pawn · b6 black pawn · b5 white rook · h5 white king · a3 black pawn · e3 black pawn · g3 white pawn · h3 white knight · b2 white pawn · c2 white pawn · e2 white rook · a1 white knight · h1 black king | a8 black knight · c8 black rook · d8 black bishop · b7 black pawn · f7 black pawn · h7 black pawn · b6 black pawn · b5 white rook · h5 white king · a3 black pawn · e3 black pawn · g3 white pawn · h3 white knight · b2 white pawn · c2 white pawn · e2 white rook · a1 white knight · h1 black king | a8 black knight · c8 black rook · d8 black bishop · b7 black pawn · f7 black pawn · h7 black pawn · b6 black pawn · b5 white rook · h5 white king · a3 black pawn · e3 black pawn · g3 white pawn · h3 white knight · b2 white pawn · c2 white pawn · e2 white rook · a1 white knight · h1 black king | a8 black knight · c8 black rook · d8 black bishop · b7 black pawn · f7 black pawn · h7 black pawn · b6 black pawn · b5 white rook · h5 white king · a3 black pawn · e3 black pawn · g3 white pawn · h3 white knight · b2 white pawn · c2 white pawn · e2 white rook · a1 white knight · h1 black king | a8 black knight · c8 black rook · d8 black bishop · b7 black pawn · f7 black pawn · h7 black pawn · b6 black pawn · b5 white rook · h5 white king · a3 black pawn · e3 black pawn · g3 white pawn · h3 white knight · b2 white pawn · c2 white pawn · e2 white rook · a1 white knight · h1 black king | a8 black knight · c8 black rook · d8 black bishop · b7 black pawn · f7 black pawn · h7 black pawn · b6 black pawn · b5 white rook · h5 white king · a3 black pawn · e3 black pawn · g3 white pawn · h3 white knight · b2 white pawn · c2 white pawn · e2 white rook · a1 white knight · h1 black king | a8 black knight · c8 black rook · d8 black bishop · b7 black pawn · f7 black pawn · h7 black pawn · b6 black pawn · b5 white rook · h5 white king · a3 black pawn · e3 black pawn · g3 white pawn · h3 white knight · b2 white pawn · c2 white pawn · e2 white rook · a1 white knight · h1 black king | a8 black knight · c8 black rook · d8 black bishop · b7 black pawn · f7 black pawn · h7 black pawn · b6 black pawn · b5 white rook · h5 white king · a3 black pawn · e3 black pawn · g3 white pawn · h3 white knight · b2 white pawn · c2 white pawn · e2 white rook · a1 white knight · h1 black king | 4 |
| 3 | a8 black knight · c8 black rook · d8 black bishop · b7 black pawn · f7 black pawn · h7 black pawn · b6 black pawn · b5 white rook · h5 white king · a3 black pawn · e3 black pawn · g3 white pawn · h3 white knight · b2 white pawn · c2 white pawn · e2 white rook · a1 white knight · h1 black king | a8 black knight · c8 black rook · d8 black bishop · b7 black pawn · f7 black pawn · h7 black pawn · b6 black pawn · b5 white rook · h5 white king · a3 black pawn · e3 black pawn · g3 white pawn · h3 white knight · b2 white pawn · c2 white pawn · e2 white rook · a1 white knight · h1 black king | a8 black knight · c8 black rook · d8 black bishop · b7 black pawn · f7 black pawn · h7 black pawn · b6 black pawn · b5 white rook · h5 white king · a3 black pawn · e3 black pawn · g3 white pawn · h3 white knight · b2 white pawn · c2 white pawn · e2 white rook · a1 white knight · h1 black king | a8 black knight · c8 black rook · d8 black bishop · b7 black pawn · f7 black pawn · h7 black pawn · b6 black pawn · b5 white rook · h5 white king · a3 black pawn · e3 black pawn · g3 white pawn · h3 white knight · b2 white pawn · c2 white pawn · e2 white rook · a1 white knight · h1 black king | a8 black knight · c8 black rook · d8 black bishop · b7 black pawn · f7 black pawn · h7 black pawn · b6 black pawn · b5 white rook · h5 white king · a3 black pawn · e3 black pawn · g3 white pawn · h3 white knight · b2 white pawn · c2 white pawn · e2 white rook · a1 white knight · h1 black king | a8 black knight · c8 black rook · d8 black bishop · b7 black pawn · f7 black pawn · h7 black pawn · b6 black pawn · b5 white rook · h5 white king · a3 black pawn · e3 black pawn · g3 white pawn · h3 white knight · b2 white pawn · c2 white pawn · e2 white rook · a1 white knight · h1 black king | a8 black knight · c8 black rook · d8 black bishop · b7 black pawn · f7 black pawn · h7 black pawn · b6 black pawn · b5 white rook · h5 white king · a3 black pawn · e3 black pawn · g3 white pawn · h3 white knight · b2 white pawn · c2 white pawn · e2 white rook · a1 white knight · h1 black king | a8 black knight · c8 black rook · d8 black bishop · b7 black pawn · f7 black pawn · h7 black pawn · b6 black pawn · b5 white rook · h5 white king · a3 black pawn · e3 black pawn · g3 white pawn · h3 white knight · b2 white pawn · c2 white pawn · e2 white rook · a1 white knight · h1 black king | 3 |
| 2 | a8 black knight · c8 black rook · d8 black bishop · b7 black pawn · f7 black pawn · h7 black pawn · b6 black pawn · b5 white rook · h5 white king · a3 black pawn · e3 black pawn · g3 white pawn · h3 white knight · b2 white pawn · c2 white pawn · e2 white rook · a1 white knight · h1 black king | a8 black knight · c8 black rook · d8 black bishop · b7 black pawn · f7 black pawn · h7 black pawn · b6 black pawn · b5 white rook · h5 white king · a3 black pawn · e3 black pawn · g3 white pawn · h3 white knight · b2 white pawn · c2 white pawn · e2 white rook · a1 white knight · h1 black king | a8 black knight · c8 black rook · d8 black bishop · b7 black pawn · f7 black pawn · h7 black pawn · b6 black pawn · b5 white rook · h5 white king · a3 black pawn · e3 black pawn · g3 white pawn · h3 white knight · b2 white pawn · c2 white pawn · e2 white rook · a1 white knight · h1 black king | a8 black knight · c8 black rook · d8 black bishop · b7 black pawn · f7 black pawn · h7 black pawn · b6 black pawn · b5 white rook · h5 white king · a3 black pawn · e3 black pawn · g3 white pawn · h3 white knight · b2 white pawn · c2 white pawn · e2 white rook · a1 white knight · h1 black king | a8 black knight · c8 black rook · d8 black bishop · b7 black pawn · f7 black pawn · h7 black pawn · b6 black pawn · b5 white rook · h5 white king · a3 black pawn · e3 black pawn · g3 white pawn · h3 white knight · b2 white pawn · c2 white pawn · e2 white rook · a1 white knight · h1 black king | a8 black knight · c8 black rook · d8 black bishop · b7 black pawn · f7 black pawn · h7 black pawn · b6 black pawn · b5 white rook · h5 white king · a3 black pawn · e3 black pawn · g3 white pawn · h3 white knight · b2 white pawn · c2 white pawn · e2 white rook · a1 white knight · h1 black king | a8 black knight · c8 black rook · d8 black bishop · b7 black pawn · f7 black pawn · h7 black pawn · b6 black pawn · b5 white rook · h5 white king · a3 black pawn · e3 black pawn · g3 white pawn · h3 white knight · b2 white pawn · c2 white pawn · e2 white rook · a1 white knight · h1 black king | a8 black knight · c8 black rook · d8 black bishop · b7 black pawn · f7 black pawn · h7 black pawn · b6 black pawn · b5 white rook · h5 white king · a3 black pawn · e3 black pawn · g3 white pawn · h3 white knight · b2 white pawn · c2 white pawn · e2 white rook · a1 white knight · h1 black king | 2 |
| 1 | a8 black knight · c8 black rook · d8 black bishop · b7 black pawn · f7 black pawn · h7 black pawn · b6 black pawn · b5 white rook · h5 white king · a3 black pawn · e3 black pawn · g3 white pawn · h3 white knight · b2 white pawn · c2 white pawn · e2 white rook · a1 white knight · h1 black king | a8 black knight · c8 black rook · d8 black bishop · b7 black pawn · f7 black pawn · h7 black pawn · b6 black pawn · b5 white rook · h5 white king · a3 black pawn · e3 black pawn · g3 white pawn · h3 white knight · b2 white pawn · c2 white pawn · e2 white rook · a1 white knight · h1 black king | a8 black knight · c8 black rook · d8 black bishop · b7 black pawn · f7 black pawn · h7 black pawn · b6 black pawn · b5 white rook · h5 white king · a3 black pawn · e3 black pawn · g3 white pawn · h3 white knight · b2 white pawn · c2 white pawn · e2 white rook · a1 white knight · h1 black king | a8 black knight · c8 black rook · d8 black bishop · b7 black pawn · f7 black pawn · h7 black pawn · b6 black pawn · b5 white rook · h5 white king · a3 black pawn · e3 black pawn · g3 white pawn · h3 white knight · b2 white pawn · c2 white pawn · e2 white rook · a1 white knight · h1 black king | a8 black knight · c8 black rook · d8 black bishop · b7 black pawn · f7 black pawn · h7 black pawn · b6 black pawn · b5 white rook · h5 white king · a3 black pawn · e3 black pawn · g3 white pawn · h3 white knight · b2 white pawn · c2 white pawn · e2 white rook · a1 white knight · h1 black king | a8 black knight · c8 black rook · d8 black bishop · b7 black pawn · f7 black pawn · h7 black pawn · b6 black pawn · b5 white rook · h5 white king · a3 black pawn · e3 black pawn · g3 white pawn · h3 white knight · b2 white pawn · c2 white pawn · e2 white rook · a1 white knight · h1 black king | a8 black knight · c8 black rook · d8 black bishop · b7 black pawn · f7 black pawn · h7 black pawn · b6 black pawn · b5 white rook · h5 white king · a3 black pawn · e3 black pawn · g3 white pawn · h3 white knight · b2 white pawn · c2 white pawn · e2 white rook · a1 white knight · h1 black king | a8 black knight · c8 black rook · d8 black bishop · b7 black pawn · f7 black pawn · h7 black pawn · b6 black pawn · b5 white rook · h5 white king · a3 black pawn · e3 black pawn · g3 white pawn · h3 white knight · b2 white pawn · c2 white pawn · e2 white rook · a1 white knight · h1 black king | 1 |
|   | a | b | c | d | e | f | g | h |   |